# Goran Schmidt
Goran Schmidt,  slovenski teatrolog, dramaturg, urednik, literarni zgodovinar,  * 1. junij 1950, Ljubljana.

## Življenje
Leta 1973 je diplomiral iz filmsko-televizijske dramaturgije in leto kasneje iz televizijsko-filmske režije. Za teoretično diplomsko delo z naslovom Idejno estetska analiza celovečernih igranih filmov slovenskih režiserjev s partizansko tematiko je v letu 1973 prejel študentsko Prešernovo nagrado. Leta 1993 je z doktorsko disertacijo Dramatika Stanka Majcna in njeni polemični elementi v odnosu do slovenske literarne in duhovne tradicije (COBISS) dokončal doktorski študij na Akademiji za gledališče, radio, film in televizijo (AGRFT). Od leta 1973 je služboval kot dramaturg na Radiu Ljubljana v uredništvu radijskih iger, v tem času je tudi tri leta študiral filozofijo na Filozofski fakulteti v Ljubljani. Med letoma 1977 in 1981 je bil dramaturg in umetniški vodja Viba filma, od leta 1981 do 1984 je deloval kot umetniški vodja Slovenskega ljudskega gledališča v Celju, od leta 1984 do 1986 pa kot vodja gledališko-filmskega oddelka Cankarjevega doma v Ljubljani. Dve leti je bil samostojni kulturni delavec, od leta 1988 pa je urednik uredništev in dramaturg na Radiu Slovenija. Leta 2014 se je upokojil kot priznani dramaturg.  

## Delo
Uredil je Zbrano delo Stanka Majcna (COBISS) v osmih knjigah, Zbrano delo Dominika Smoleta v petih knjigah (COBISS), Majcnov zbornik (COBISS) in Majcnovo kratko prozo Bogar Meho (COBISS) s spremno besedo. Opisal je okoliščine nastanka Majcnovega Osnutka ustave kneževine Slovenije (COBISS) iz leta 1943, objavljene v Zgodovinskem časopisu leta 1997. Prispeval je spremne besede k izbranim delom Stanka Majcna, Ivana Mraka, Janeza Trdine, Frana Milčinskega in k Antologiji slovenske kratke erotične proze do 1945. Za Interpretacije Nove revije je napisal študije o scenarijih Marjana Rožanca, Vitomila Zupana in o radijskih igrah Gregorja Strniše. V njegovi redakciji in z njegovimi opombami je izšel Dnevnik 1914–1920 Frana Milčinskega. Na Radiu Slovenija je vodil in soustvarjal računalniški program e-Antigona, ki zajema vse v arhivu Radia Slovenija hranjene radijske igre (od leta 1952 nad 3500 radijskih iger), za gledališko zgodovino pomemben ciklus oddaj Od premiere do premiere (200 komentiranih gledaliških uprizoritev med letoma 1966 in 1995) in 250 intervjujev Zgodnja dela z nastopajočo literarno in prevajalsko generacijo med letoma 1989 in 1995. Od leta 1990 se ljubiteljsko posveča mineralogiji (soavtor več mineraloških člankov) in zgodovini montanistike. Svoje delo na tem področju je predstavil leta 2014 v prispevku Seznam rudnikov na Slovenskem v Zgodovinskem časopisu, leta 2015 pa sta pri ZRC SAZU, Inštitutu Milka Kosa, izšli znanstvena zgodovinsko-slavistično-montanistično-geološka interdisciplinarna monografija Slovenska rudarska poročila iz rudišča Belščica v Karavankah s preloma 18. in 19. stoletja za Sigismonda (Žiga) Zoisa, v monografski številki revije Scopolia Prirodoslovnega muzeja Slovenije pa Slovenska pisma rudarskega nadzornika Lukasa Polca Sigismondu (Žigu) Zoisu v letih od 1789 do 1798. 2018 je z referatom Prva slovenska rudarska poročila na Kranjskem sodeloval na 14. mednarodnem simpoziju ERBE, geološka, rudarska in metalurška kulturna dediščina, v Ravnah na Koroškem.

## Izbrana bibliografija
Monografije
- Stanko Majcen. Maribor: Litera, 2004. (COBISS)
- Dominik Smole. Založba ZRC, Ljubljana 2011.[1]
- Slovenska rudarska poročila iz rudišča Belščica v Karavankah s preloma 18. in 19. stoletja za Sigismonda (Žiga) Zoisa. Diplomatični in kritični prepis, interpretacija v sodobni slovenščini in komentar poročil o delovanju rudnika Žirovnica, ki sta jih med letoma 1797 in 1805 pisala rudarska nadzornika Lukas in Vincenc Polc; v Dodatku Geslovnik s komentarjem. Založba ZRC, Ljubljana 2015.[2]
- Slovenska pisma rudarskega nadzornika Lukasa Polca Sigismondu (Žigu) Zoisu v letih od 1789 do 1798 : diplomatični in kritični prepis, interpretacija in komentar pisem o ogledu rudnih jam na Pokljuki in kopov gline v Selški dolini, o montanističnih raziskavah na Koroškem, o poslanih vzorcih rud in zahvala za prireditev poroke Polčeve hčerke Mici v Zoisovem gradu na Javorniku pri Jesenicah ter Geslovnik teh pisem s komentarjem. Scopolia No 85 (2015) 1-142. (COBISS)

Uredniško delo
- Stanko Majcen: Zbrano delo, 1–5. Ljubljana: DZS, 1994–2001. (COBISS)
- Ivan Mrak: Izbrano delo: proza, drame, dnevniki. Ljubljana: Mladinska knjiga, 1998. (COBISS)
- Fran Milčinski: Smešne historije: izbrana kratka proza Frana Milčinskega. Ljubljana: Mladinska knjiga, 2000. (COBISS)
- Oskar Reya: Nepozabljena Brda: veselje in žalost briškega ljudstva. Ljubljana: Vitrum, 2002.(COBISS)
- Slovenska kratka erotična proza (skupaj z  Alešem Bergerjem). Ljubljana: Študentska založba, 2002. (COBISS)
- Janez Trdina: Če ni lačen, je pa žejen: izbrana proza. Ljubljana: Mladinska knjiga, 2003. (COBISS)
- Dominik Smole: Zbrano delo, 1. Litera, Maribor 2006. (COBISS), 2–5. Založba ZRC, Ljubljana 2009–2010.[3]

Izbrani članki
- Drago Jančar: Blodniki: tri igre. Maribor: Obzorja, 1982. (COBISS)
- Pisma Stanka Majcna Izidorju Cankarju. Dialogi  25/1–2 (1990). 55–67 . (COBISS)
- Eksistencialistične prvine v Majcnovem prvem celotnem dramskem besedilu Čudež. Dialogi   (1990). 66–73. (COBISS)
- Stanko Majcen: (1988–1970). Dom in svet  7 (1994). 189–195. (COBISS)
- Majcnova apokalipsa. Apokalipsa  (1996). 166–180. (COBISS)
- Uprizoritveni vidiki Majcnove dramatike. Dialogi 39/5–6 (2003). 39–47. (COBISS)
- Elias Canetti: Množica in moč (spremna beseda). Ljubljana: Študentska založba, 2004. (COBISS)
- Milan Kleč: Zaključna špica (spremna beseda). Ljubljana: Študentska založba, 2005. (COBISS)
- Zasluga Marje Boršnik za osvetlitev in ohranitev literarnega dela Stanka Majcna. Slovenska akademija znanosti in umetnosti (2006). 39–46. (COBISS)
- Marksistka in mistik – strpno in naklonjeno sožitje v različnosti. Zvon 9/2 (2006). 31–35 . (COBISS)
- Milan Kleč: Snežne krogle (spremna beseda). Ljubljana: Študentska založba, 2009. (COBISS)
- Rudnik nad Sorico. Loški razgledi (2010). 110–122.[4]
- Rudniki Zgornje Savinjske in Šaleške doline. Društvene novice. (2010). 7-13.
- Rudniki v občini Lukovica. Zbornik občine Lukovica II. (2014). 112–117.
- Seznam rudnikov na Slovenskem. Zgodovinski časopis. (2014). 1–2. 236–256.
- Prva slovenska rudarska poročila na Kranjskem; povzetek. Book of Abstracts/Knjiga povzetkov/Abstractbuch, 14. mednarodni simpozij ERBE v Ravnah na Koroškem. Društvo Slovenska pot kulture železa, Ravne na Koroškem (2018) (COBISS.SI-ID 94591745).